# Douglas O-38
Douglas O-38 là một loại máy bay thám sát của Hoa Kỳ, do hãng Douglas chế tạo cho Quân đoàn Không quân Lục quân Hoa Kỳ.

## Biến thể

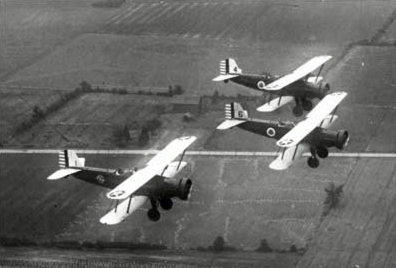
O-38B, 1936.

O-38
O-38A
O-38B
O-38C
O-38E
O-38F
O-38P
O-38S
A-6

## Quốc gia sử dụng
Peru
- Hải quân Peru

 Hoa Kỳ
- Quân đoàn Không quân Lục quân Hoa Kỳ

## Tính năng kỹ chiến thuật (O-38B)
Dữ liệu lấy từ "United States Military Aircraft Since 1909" by F. G. Swanborough & Peter M. Bowers (Putnam New York, ISBN 0-85177-816-X) 1964, 596 pp.
Đặc điểm tổng quát
- Kíp lái: 2
- Chiều dài: 32 ft (9,75 m)
- Sải cánh: 40 ft (12,2 m)
- Chiều cao: 10 ft 8 in (3,25 m)
- Diện tích cánh: 371 ft2 (34,5 m²)
- Trọng lượng rỗng: 3.072 lb (1.393 kg)
- Trọng lượng có tải: 4.458 lb (2.022 kg)
- Trọng lượng cất cánh tối đa: 5.401 lb (2.500 kg)
- Động cơ: 1 × Pratt & Whitney R-1690-5, 525 hp (391,5 kW)

 Hiệu suất bay 
- Vận tốc cực đại: 149 mph (240 km/h)
- Vận tốc hành trình: 128 mph (206 km/h)
- Tầm bay: 563 miles (906 km)
- Trần bay: 19.750 ft (6.020 m)
- Vận tốc lên cao: 943,4 ft/phút (287,5 m/phút)

Trang bị vũ khí

- 2 × súng máy.30-cal (7,62 mm) và 4 × quả bom 100 lb